# Энциклопедия Лондона
Энциклопедия Лондона (англ. The London Encyclopaedia) — универсальное справочно-энциклопедическое издание об истории Лондона, впервые опубликованное в издательстве Macmillan (Лондон) в 1983 году. Содержит около 5 тысяч статей. Авторы 1-го издания — Бен Вейнреб и Кристофер Хибберт.
Первое издание готовилось авторами свыше 14 лет. В основу издания были положены труды: «Обзор Лондона» Джона Стоу 1598 года, «Пособие по Лондону» Питера Каннингема 1849 года, «Лондон, прошлое и настоящее» Уитли и Каннингема 1891 года и «Обзор Лондона» Чарльза Роберта Эшби 1894 года. Содержит около 500 иллюстраций: рисунков, фотографий и карт. Переиздавалась трижды в 1993, 1995 и 2008 годах.